# Lepanus palumensis
Lepanus palumensis är en skalbaggsart som beskrevs av Matthews 1974. Lepanus palumensis ingår i släktet Lepanus och familjen bladhorningar. Inga underarter finns listade i Catalogue of Life.